# Marsilea vestita
Marsilea vestita är en klöverbräkenväxtart som beskrevs av William Jackson Hooker och Grev. Marsilea vestita ingår i släktet Marsilea och familjen Marsileaceae. Inga underarter finns listade.

## Bildgalleri

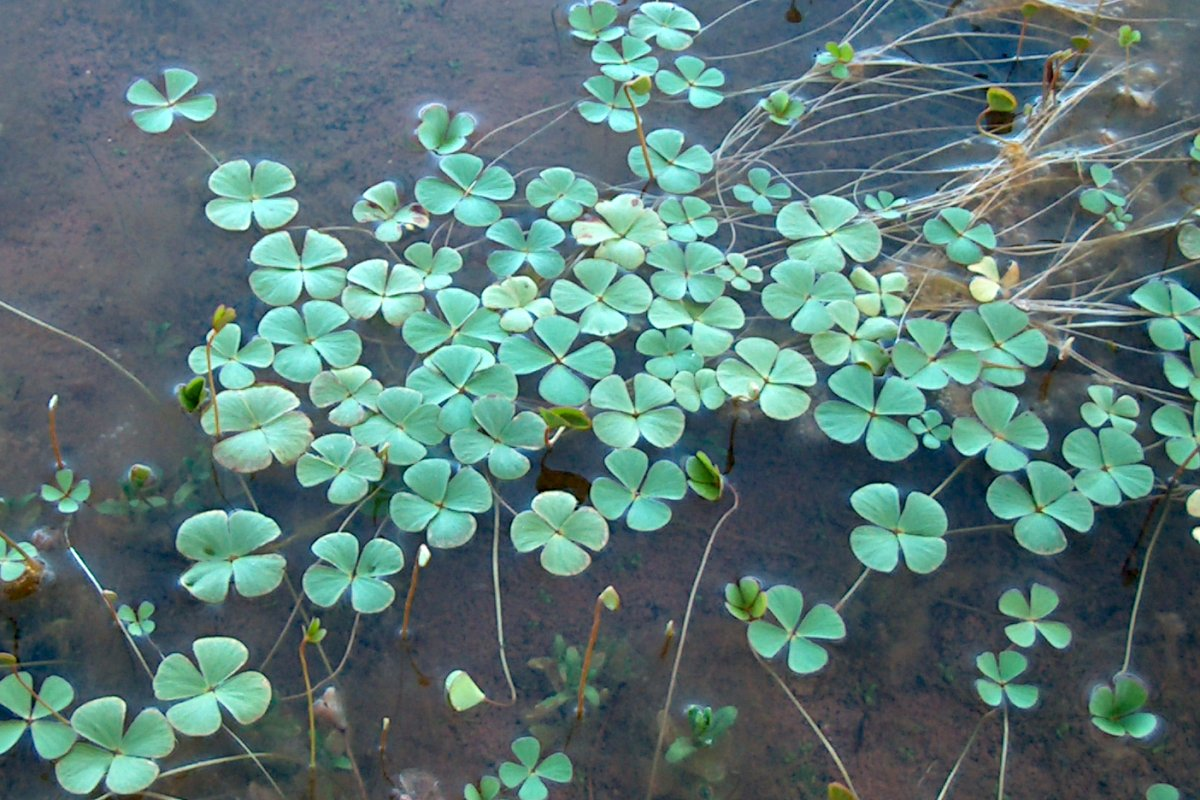
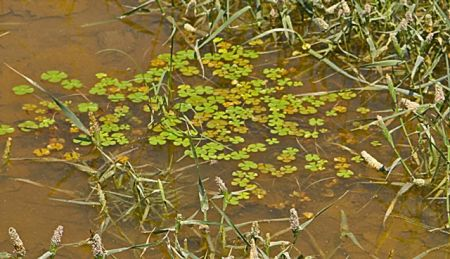